# Józef Cukier
Józef Cukier-Kozianiak lub Kozieniak (ur. 14 listopada 1889 w Zakopanem, zm. 22 kwietnia 1960 tamże) – jeden z przywódców Goralenvolk podczas II wojny światowej, niemiecki kolaborant.
Od 1919 r. zasiadał w Radzie Gminnej, a następnie Miejskiej, działając również we władzach Związku Górali, gdzie od roku 1925 pełnił funkcję wiceprezesa, a potem prezesa. Próbował razem z Wacławem Krzeptowskim utworzyć niezależne państwo etniczne, kolaborując z okupantem.
W utworzonym Goralisches Komitee – Komitecie Góralskim był – od 1942 r. – zastępcą Wacława Krzeptowskiego. Po wojnie aresztowany i w procesie przywódców „Goralenvolku” w 1946 r. skazany na 15 lat więzienia. Po tych wydarzeniach Józef Cukier i jego najbliższa rodzina zmienili nazwisko na Kozieniak, utracili także znaczną część swojego majątku. Pochowany na Nowym Cmentarzu w Zakopanem (kwatera K1-1-4).
Cukier mimo swojej działalności w strukturach Goralenvolk pomagał miejscowej ludności. Podczas procesu część świadków poświadczała o wsparciu udzielonym przez Cukra. W świetle relacji żydowskich mieszkańców Podhala Cukier osobiście starał się o wystawienie im kart ,,G" i polecał kryć się po wsiach.